# ネルテン＝ハルデンベルク
ネルテン＝ハルデンベルク (ドイツ語: Nörten-Hardenberg) は、ドイツ連邦共和国ニーダーザクセン州ノルトハイム郡に属すフレッケン（フレッケンは古くから市場開催権など一定の権利を認められた町。以下、本項では便宜上「町」と記述する）である。

## 地理
ネルテン＝ハルデンベルクはネルテンの森の西の張り出し部沿いを南北に流れるライネ川の谷に位置しており、南はボーヴェンデン、北は郡庁所在地のノルトハイムに接する。大学都市ゲッティンゲンは 10 km 南にある。北西約 20 km にゾリングがあり、北東約 30 km からハルツ山地が始まる。
ネルテン＝ハルデンベルクとその集落内でいくつかの小川がライネ川に注ぐ。ハルステ川（パーレンゼン近郊）、ヴェーンデ川とローデバッハ川（ともにアンゲルシュタイン近郊）、エスポルデ川（リュトゲンローデ近郊）およびベーヴァー川（ネルテン＝ハルデンベルク近郊）である。

### 隣接する市町村
ボーヴェンデン（南）、ハルデクゼン（西）、モーリンゲン（北西）、ノルトハイム（北）、カトレンブルク＝リンダウ（東）

### 自治体の構成
以下の集落が、ネルテン＝ハルデンベルクの地区に属す。
- アンガーシュタイン（南部）
- ビスハウゼン（東部）
- エルヴェーゼ（北西部）
- ネルテン＝ハルデンベルク
- パレンゼン（南西部）
- ズーダースハウゼン（東部）
- ヴォルブレヒツハウゼン（西部）

## 歴史
ネルテン＝ハルデンベルク周辺の定住は、出土品が示すように、鉄器時代にまで遡る。この地域は8世紀初めにマインツ司教によってキリスト教化された。ライネガウの高台に位置するノルトガウに位置するこの村は、布教の出発点として好都合であった。その上、中世のハルスター軍用道路とライネタール街道との分岐点に位置するこの場所では、古くから歳の市が開催されていた。この世紀の中頃には聖マルティーニ教区教会の礎が築かれた。800年から1000年までの間にネルテン近郊のライネンホルツに城砦が建設された。995年にこの村が初めて文献に記録された。その60年後に聖ペーター修道院が設立されている。1098年と1103年にマインツ司教ルートハルトがネルテンに滞在した。この頃、城砦は堅牢に改築された。この改造については1105年の文献に初めて記載されている。また、ネルテン助祭長区が創設された。1500年頃にはこの助祭長区はアインベックを包含し、西はゾリングからリッポルツベルクとハン・ミュンデンとの間付近を境界としていた。また、南はヘーデミュンデン（現在はハン・ミュンデンの市区）、フリートラント、ルステンフェルト、エッツェンボルン（現在はグライヒェンの一部）までを管轄した。その2年前にシュタイナ修道院（後のマリエンシュタイン修道院）が設立された。ネルテンは助祭長所在地であり、この地方の行政中心となった。城砦は1287年にマインツ司教から貴族のハルテンベルク家とロスドルフ家に担保として出された。1303年、フレッケン特権がハルデンベルク家に移譲された。1346年にこの町は修道院とともに完全に破壊された。1357年にハルデンベルク家の当主が城砦の所有者として現れた。ネルテンは、1360年にフランクフルトの都市特権を有する都市となったが、1365年に再び破壊された。おそらく1369年から1389年までの間に市場町の再建が行われた。こうした事情は、市場税の納付や通関税の引き上げなどから研究がなされており、ネルテンは既述の2つの街道に面する位置にあることで利益を得ていた。この事が、交易の刺激が司祭町区の設立など町の社会資本に強い影響を及ぼし易い傾向を形成していたと考えられている。

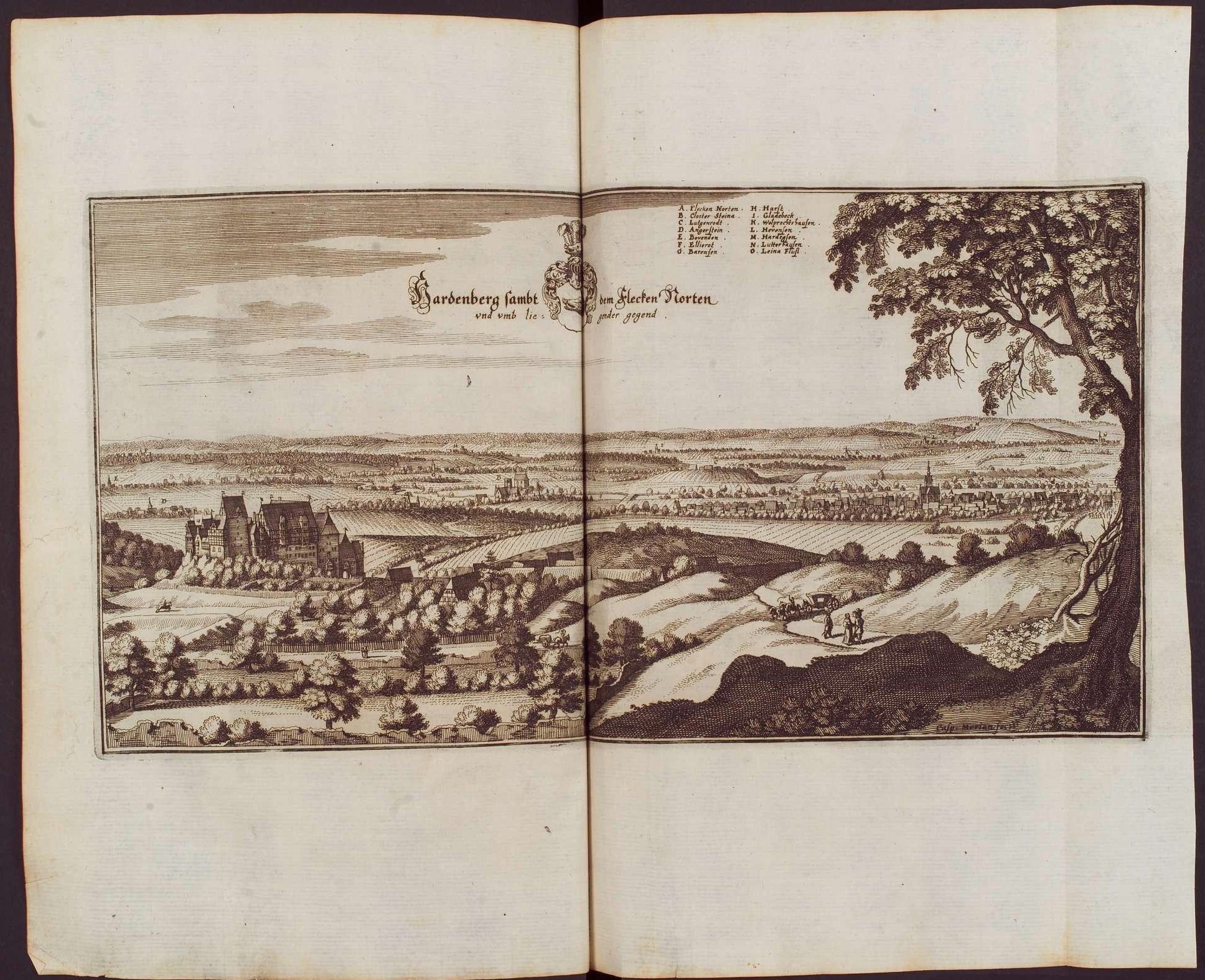
マテウス・メーリアンの銅版画に描かれた1654/1658年頃のハルデンベルク城とネルテンの町

1599年と1616年に大火が起き、それぞれ町のかなりの部分が焼失した。1700年に伯爵家の穀物酒の蒸留所が設立された。ネルテンでは1717年から、年3回の市場が開かれるようになった。マインツ司教は、ハルデンベルク家のネルテンにおける所有権と裁判権の請求を1744年に最終的に認可した。1812年に修道院は解散した。1851年、ハルデンベルク家の貴族裁判権は解消され、1852年から1859年までネルテンは王の直轄地となった。1854年にネルテンはハノーファー南鉄道のルートに入った。1873年にネルテンに製糖工場が開業した。1885年の行政改革によりネルテンはノルトハイム郡に属すフレッケンとなり、その区裁判所が裁判を管轄することとなった。1894年にカトリックのマルティーニ教会が新しく建設され、10年後にプロテスタント＝ルター派の教会が建造された。
1928年から1929年に「市町村管理法修正規則」に基づき、マリエンシュタインとハルデンベルクがネルテン＝ハルデンベルクに統合された。この際の法令は当時のプロイセン宰相オットー・ブラウンと内務大臣アルベルト・グルツェンジンスキによって議会を可決したもので、一方では地方の民主化を、他方では自治体の管理維持費の削減を意図したものであった。
1947年にライヤースハウゼン近郊のローデタールで肥料工場「ケーニヒスハル＝ヒンデンブルク」が活動を再開した。1958年に重要な南北の交通軸の一部となるアウトバーンA7号線のネルテンからノルトハイムの区間が開通した。1974年に地域再編・行政改革がなされた。1987年にフランスのボンドゥフルとの姉妹自治体協定が締結された。

### 貴族家
おそらくネルテンに起源を持つと考えられる貴族家ネルテン家は、中世後期に断絶した。最後の頃は近隣のゲッティンゲンに拠点を置いていたと考えられている。
1000年頃には、マインツ大司教の領主代行として非貴族の一門がネルテン城に拠った。この一門は、一貫した家族経営・領土経営に成功し、ネルテンで土地と権利を取得した。彼らはその後、その城がハルデンベルクにあったことにちなんでフォン・ハルデンベルクと称するようになった。現在もこの町には、フォン・ハルデンベルク家の末裔が住んでいる。この一門では、プロイセンの宰相で、国家改革を推進したカール・アウグスト・フォン・ハルデンベルク（1750年 - 1822年）が特に有名である。

## 行政

### 姉妹自治体
- ボンドゥフル（フランス、エソンヌ県）1987年

## 文化と見所
- ハルデンベルク城趾

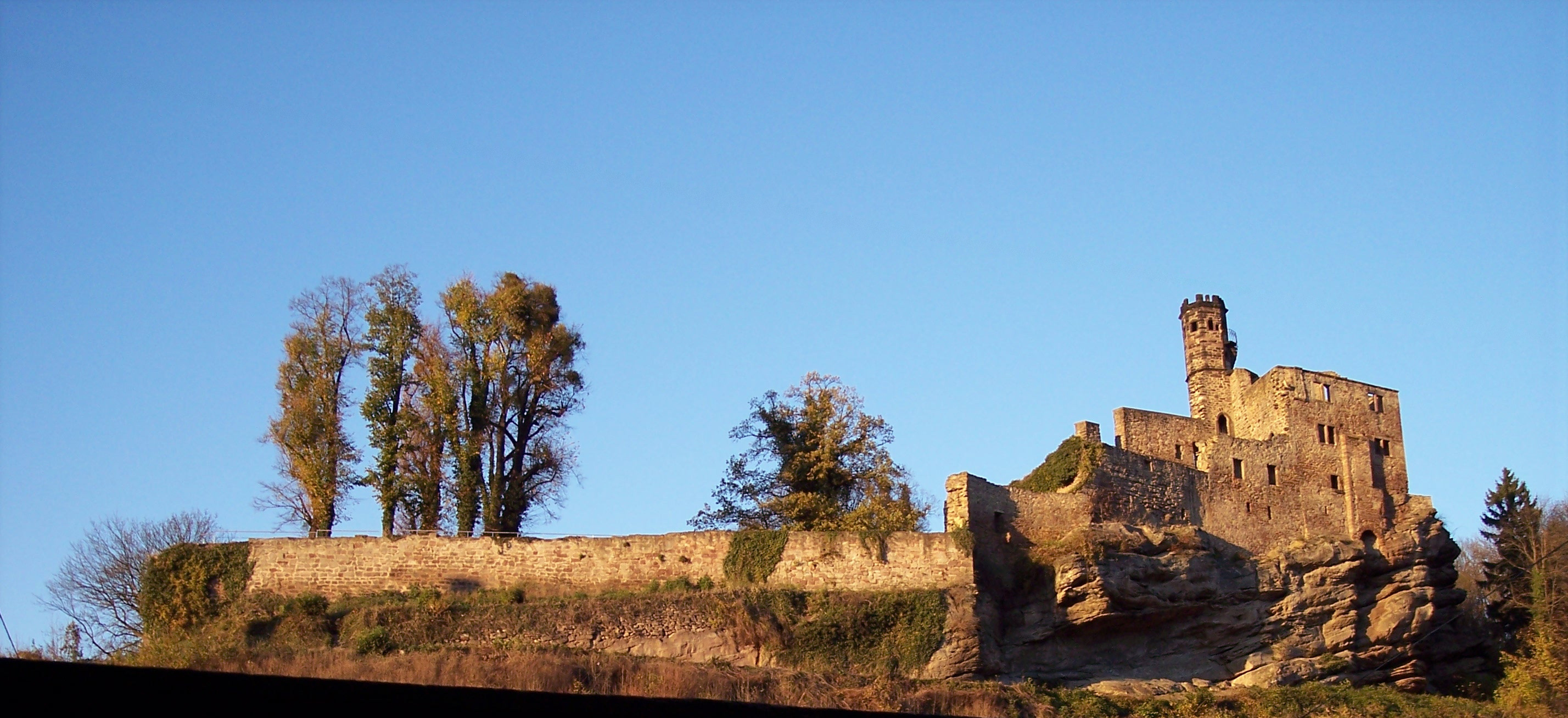
ハルデンベルク城趾

- 中世の地下墓室を持つマリエンシュタイン修道院
- 聖マルティン教区教会
- ネルテンのユダヤ人墓地
- シュティフツ広場のキリスト十字架像

- 旧マリエンシュタイン修道院
- ユダヤ人墓地

### スポーツ
ネルテン＝ハルデンベルクでは毎年、ブルク・トーナメントが開催される。これは国際的な障害飛越競技の重要な大会である。ネルテン＝ハルデンベルクには、射撃ハウスやテニスコートをはじめ、多くの体育館や競技場がある。SSVネルテン＝ハルデンベルクは「アン・デア・ビュンテ」でサッカーのホームゲームを行っている。近郊には36ホールのゴルフ・リゾートもある。

### 年中行事
6年ごと（2011年現在最後に開催されたのは2009年）に伝統的なシュッテンホフが何日にもわたって開催される。この祭は木曜日にシュッテンホフを掘ることから始まる。祝祭テントでの様々な音楽イベント、献花、大規模な祝祭パレードなどが行われ、シュッテンホフをマルクト広場に埋める花火大会で幕を閉じる。
伝統的な「金の鞭」騎馬・障害飛越大会は毎年夏に城址の麓で開催され、世界の乗馬界のエリートが参加する。この大会が閉幕する土曜日の晩に行われる城から発射される大規模な花火大会は特別な経験である。

## 経済と社会資本
ネルテン＝ハルデンベルクには穀物酒蒸留所ハルデンベルク＝ヴィルテンAG（創業1507年）の本社があり、南部の工業地区には工業用グリップ製造・表面加工技術のスペシャリストであるローデAG（創業1925年）がある。
リュトゲンローデ地区にはジュース製造のバッカース・ベスター（創業1932年）が本社を置いている。

## 引用
1. ↑  Landesamt für Statistik Niedersachsen, LSN-Online Regionaldatenbank, Tabelle A100001G: Fortschreibung des Bevölkerungsstandes, Stand 31. Dezember 2023